# Francesca Ferlaino
Francesca Ferlaino é uma física italiana.
Recebeu o Prêmio Lieben de 2015.